# Olympische Winterspiele 2002/Teilnehmer (Jamaika)
| Gelbes Symbol für Goldmedaillen mit stilisierten Olympischen Ringen | Graues Symbol für Silbermedaillen mit stilisierten Olympischen Ringen | Braundes Symbol für Bronzemedaillen mit stilisierten Olympischen Ringen |
| ------------------------------------------------------------------- | --------------------------------------------------------------------- | ----------------------------------------------------------------------- |
| —                                                                   | —                                                                     | —                                                                       |

Jamaika nahm an den Olympischen Winterspielen 2002 im US-amerikanischen Salt Lake City mit zwei Athleten, die zusammen ein Team im Zweierbob bildeten, teil.
Es war die fünfte Teilnahme Jamaikas an Olympischen Winterspielen.

## Flaggenträger
Der Pilot des Bobs, Winston Watts, trug die Flagge Jamaikas während der Eröffnungsfeier im Rice-Eccles Stadium.

## Übersicht der Teilnehmer

### Bob
Männer
| Bob   | Athleten                      | Wettkampf | 1. Lauf | 1. Lauf | 2. Lauf | 2. Lauf | 3. Lauf | 3. Lauf | 4. Lauf | 4. Lauf | Gesamt      | Gesamt |
| Bob   | Athleten                      | Wettkampf | Zeit    | Platz   | Zeit    | Platz   | Zeit    | Platz   | Zeit    | Platz   | Zeit        | Platz  |
| ----- | ----------------------------- | --------- | ------- | ------- | ------- | ------- | ------- | ------- | ------- | ------- | ----------- | ------ |
| JAM-1 | Lascelles Brown Winston Watts | Zweierbob | 48,59 s | 27      | 48,58 s | 26      | 49,01 s | 28      | 48,76 s | 27      | 3:14,94 min | 28     |